# Чезано Босконе
Чеза̀но Боско̀не (на италиански: Cesano Boscone, на западноломбардски: Cesàn Buscùn, Чезан Бускун) е град и община в Северна Италия, провинция Милано, регион Ломбардия. Разположен е на 119 m надморска височина. Населението на общината е 23 246 души (към 2013 г.).